# Richard Anderson (basket-ball, 1977)
Pour les articles homonymes, voir Richard Anderson (homonymie) et Anderson.
Richard Anderson, né le 30 novembre 1977, à Ottawa, au Canada, est un joueur canadien de basket-ball. Il évolue au poste de pivot.

## Palmarès
- Coupe d'Autriche 2002, 2006